# Hugo Haas
Hugo Haas, född 18 februari 1901 i Brünn, Österrike-Ungern (nu Brno, Tjeckien), död 1 december 1968 i Wien, Österrike, var en tjeckisk skådespelare, filmregissör och manusförfattare. Han debuterade som scenskådespelare 1920 och spelade vid bland annat Brno Nationalteater. Från 1924-1929 verkade han vid Divadlo na Vinohradech-teatern i Prag. Sedan följde engagemang vid Nationalteatern, Prag 1930-1939. Haas flydde Europa efter Tysklands ockupation av Tjeckoslovakien 1939. Han kom till USA där han på 1940-talet blev birollsskådespelare i Hollywoodfilmer. På 1950-talet stod han också för regin till några amerikanska b-filmer som ofta hade Cleo Moore i huvudrollen.

## Filmografi, urval
- 1933 – Život je pes
- 1937 – Den vita pesten
- 1937 – Andula vyhrála
- 1937 – Mravnost nade vše
- 1944 – Dagar av ära
- 1944 – En sällsam bekännelse
- 1944 – Prinsessan och piraten
- 1947 – Bel Amis kärleksaffärer
- 1947 – Högt spel i sydstaterna
- 1947 – En glad prick
- 1950 – Kung Salomos skatt
- 1951 – Tivoliblondinen
- 1953 – Farligt tjuvgods
- 1957 – Ansiktet i spegeln